# Agostodina munta
Agostodina munta är en kräftdjursart som beskrevs av Bruce 1994. Agostodina munta ingår i släktet Agostodina och familjen klotkräftor. Inga underarter finns listade i Catalogue of Life.